# Тиссеран, Марсель
Марсе́ль Жани́ Эми́ль Тиссера́н (фр. Marcel Jany Émile Tisserand, род. 10 января 1993 года, Мо, Франция) — конголезский футболист, защитник клуба «Аль-Иттифак». Выступал за национальную сборную ДР Конго.

## Клубная карьера
Воспитанник футбольного клуба «Монако». Во взрослый состав клуба перешёл в июле 2013 года, подписав с клубом профессиональный контракт. В Лиге 1 дебютировал 10 августа 2013 года в матче против «Бордо». Всего в течение сезона 2013/14 Тиссеран сыграл 6 матчей в Лиге 1.
20 января 2014 года Тиссеран на правах аренды перешёл в «Ланс» до конца сезона. Дебютировал в клубе 27 января в матче против «Осера». 8 марта в матче против «Мец» Тиссеран забил свой первый гол во взрослой карьере. Всего до конца сезона Тиссеран за «Ланс» сыграл 12 матчей в Лиге 2 и один матч в Кубке Франции. Клуб был заинтересован в приобретении Тиссерана, однако в условиях аренды не было опции с правом последующего выкупа.
25 июля 2014 года Тиссеран был арендован в «Тулузу» на один сезон. В клубе дебютировал 23 сентября в матче против «Ренна». В конце сезона соглашение об аренде было продлено ещё на один год, также одновременно был продлён контракт с «Монако» до 2019 года.
31 августа 2016 года Тиссеран перешёл в немецкий клуб «Ингольштадт 04», подписав четырёхлетний контракт. В Бундеслиге дебютировал 10 сентября в матче против «Герты».

## Карьера в сборной
Имея паспорта Франции и Демократической Республики Конго, Тиссеран принял решение представлять сборные ДР Конго. Сыграл один матч за сборную до 19 лет. В составе сборной до 20 лет участвовал в Тулонском турнире 2013. В национальной сборной Демократической Республики Конго Тиссеран дебютировал 25 мая 2016 года в товарищеском матче против сборной Румынии.

## Достижения
«Монако»
- Обладатель Кубка Гамбарделла: 2011
- Вице-чемпион Франции: 2013/14

«Ланс»
- Вице-чемпион Лиги 2: 2013/14